# Aktygrafia
Aktygrafia – nieinwazyjna metoda pomiaru długości snu i zapisu jego faz. Należy do kryteriów diagnostycznych Międzynarodowej Klasyfikacji Zaburzeń Snu (ICSD-3) dla wielu zaburzeń rytmu okołodobowego snu i czuwania.
Pomiar jest dokonywany za pomocą aktygrafu, urządzenia niewielkich rozmiarów, które badany nosi przeważnie na nadgarstku, kostce lub na wysokości talii. Większość aktygrafów używa przyspieszeniomierza do rejestrowania ruchu. Dane na temat aktywności ruchowej pozwalają na analizę snu: opisanie długości, ciągłości, liczby przebudzeń, liczby drzemek, a także ilości czasu spędzonego aktywnie i nieaktywnie w ciągu dnia.